# ジャブラニ

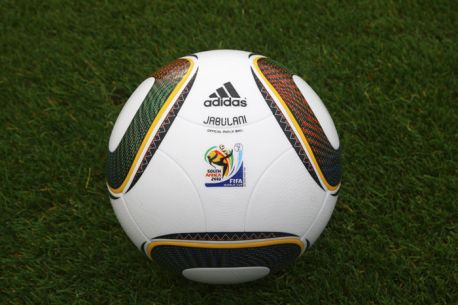
ジャブラニ

ジャブラニ（JABULANI）はアディダス社のサッカーボールで、2010 FIFAワールドカップや、2010年のJリーグなど、複数の国内リーグや国際大会における公式試合球である。

## 概要

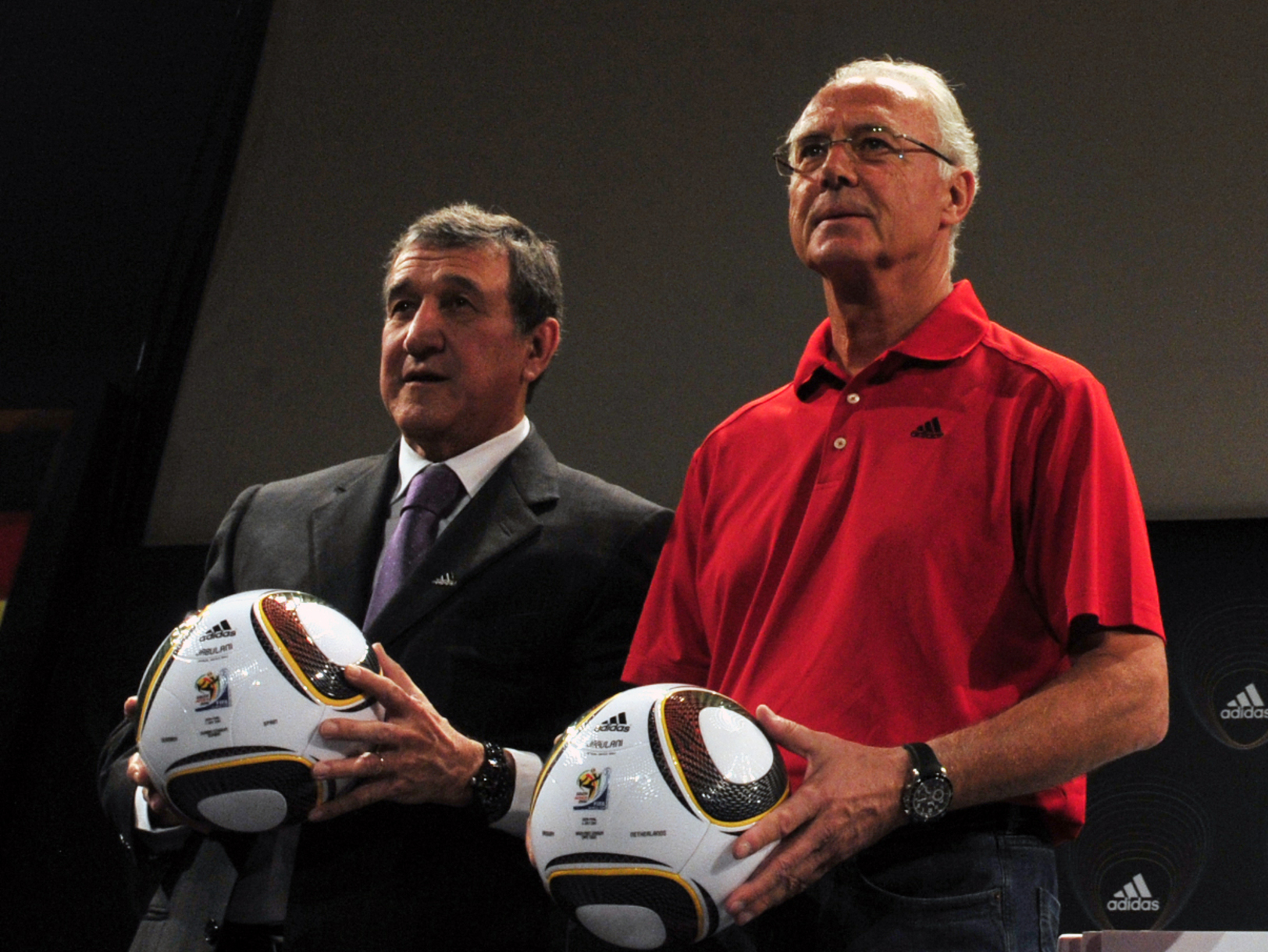
ジャブラニを持つカルロス・アルベルト・パレイラとフランツ・ベッケンバウアー

「JABULANI」とは、ワールドカップ開催国である南アフリカ共和国の公用語のひとつ・ズールー語で「祝う」「祝杯」という意味である。
天候に左右されないキックの安定性を得るため、表面皮革パネル数を2006年大会使用球「チームガイスト」の14枚から6枚減らし、トライポッド型のパネル4枚、トライアングル型のパネル4枚を組み合わせた、計8枚としている。またこの皮革には特殊なデザインが施され、これを組み合わせることにより「より完全な球体」へと近づけることができたという。さらに表面上には濡れた際の滑りやすさを抑えるための凹凸が施されている。これにより「無回転シュート」のボール変化は通常より大きくなるとされ、さらにワールドカップが行なわれる南アフリカでは試合会場の多くが標高1000m以上の高地にあることから、気圧によって特にロングキックやミドルシュートにおける伸び・変化はさらに大きくなると指摘されている。また、縫い目が少ないだけでなく不均一であることも、一つの要因とする指摘もある。
表面には11色を使用したデザインが施されている。この「11」という数字には
- 11番目のワールドカップ公式球
- 南アフリカの公用語の数
- サッカーの1チームあたりのプレイヤー数

が込められている。
前述のワールドカップの他、2010年のJリーグやドイツ・ブンデスリーガ2009-10（シーズン後半のみ）、同年の東アジアサッカー選手権の公式試合球としても使用された。

## ジョブラニ

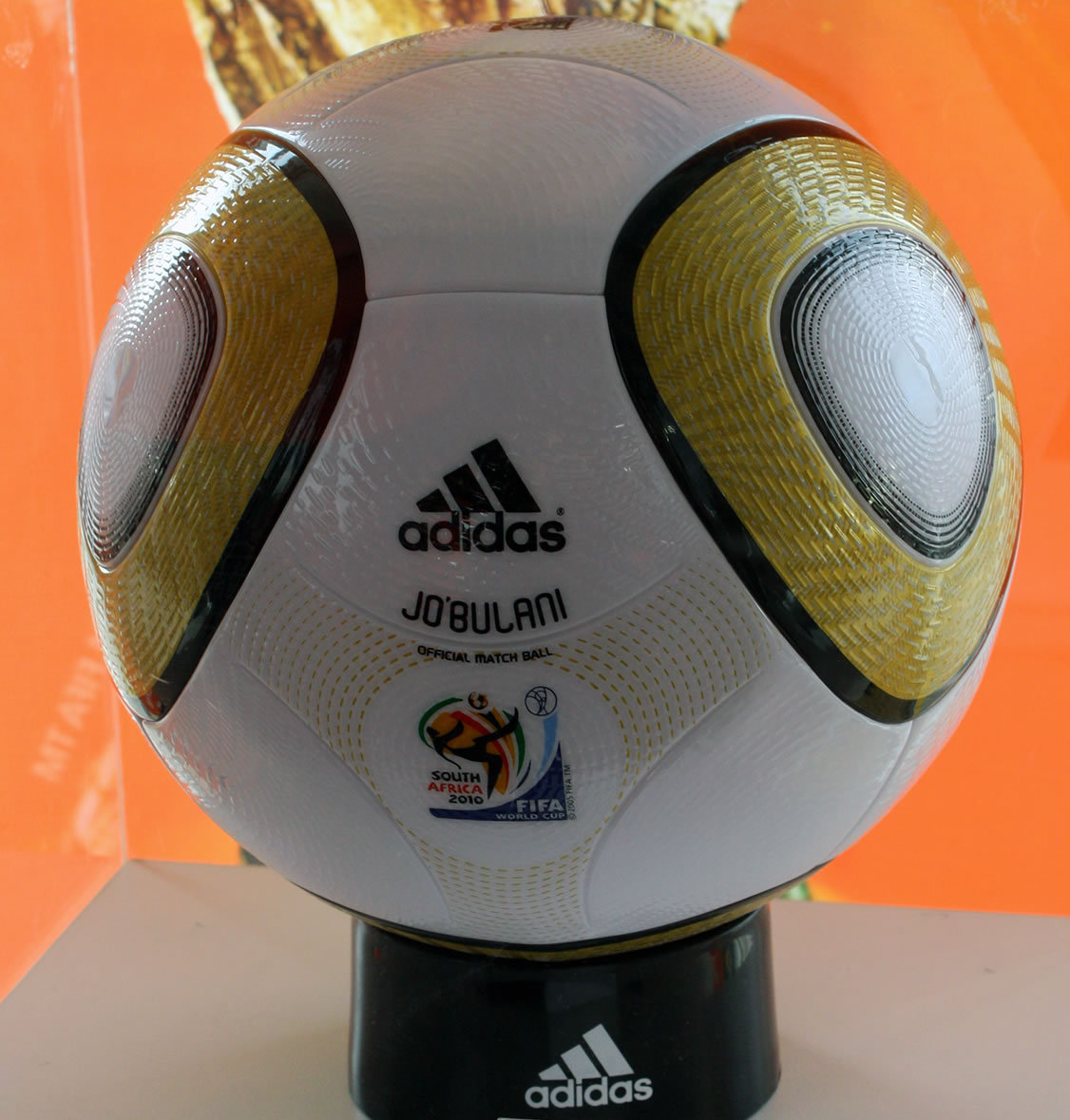
ジョブラニ

ワールドカップ決勝戦（現地時間2010年7月11日、オランダ対スペイン）ではカラーリングを黄金色とした特別仕様の試合球「JO'BULANI（ジョブラニ）」を使用。黄金色としたのは決勝戦の地・ヨハネスブルグの愛称「シティ・オブ・ゴールド」に因んだ事やこの色がFIFAワールドカップトロフィーの色でもあることを理由とし、ネーミングは「ジャブラニ」とヨハネスブルグの頭文字「JO」を掛け合わせた、としている。

## スピードセル

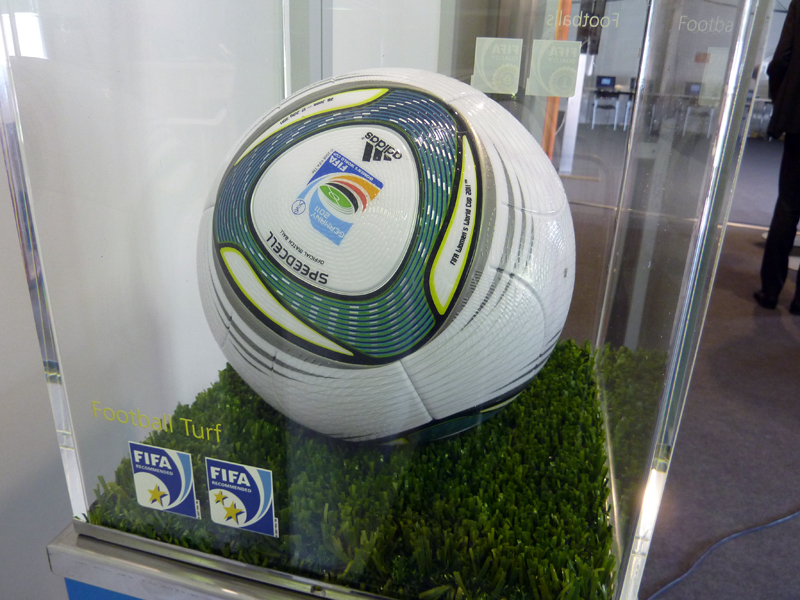
スピードセル

2010年12月にはジャブラニの改良モデルとして「スピードセル」（SPEEDCELL) が登場した。これはFIFAクラブワールドカップ2010や2011 FIFA女子ワールドカップ、さらに2011年のJリーグ公式球として使用された。

## 発表
2009年12月4日（現地時間）、ケープタウンで行なわれた組み合わせ抽選会の席上で公式に発表されたが、その直前の12月1日付（現地時間）のイギリスの大衆紙「ザ・サン」がスクープとして「ジャブラニ」の存在を報道している。

## 評価
大会直前には、ボールの感覚が今までのものと大きく異なり扱いづらいとして、世界各国の選手から酷評を受けた。その例としてキーパーのミスにより失点するケースの増加や、フリーキックによるゴール数の激減などが挙げられる。